# Hyphalophis devius
Hyphalophis devius – słabo poznany gatunek morskiej ryby węgorzokształtnej z rodziny żmijakowatych (Ophichthidae). Reprezentuje monotypowy rodzaj Hyphalophis. Został opisany naukowo przez Johna McCoskera i Jamesa Böhlke w 1982 z Małych Antyli. 